# 臺南市新營區新營國民小學
23°18′23″N 120°19′00″E / 23.306413°N 120.316604°E
臺南市新營區新營國民小學，簡稱新營國小是一所位於臺灣臺南市新營區的市立國民小學，設立於1917年。

## 校史
新營國小設立以前，當地的學童多至查畝營公學校（今柳營國小）上課。由於上學距離遙遠，於是時任查畝營區長劉焜煌、新營區長沈少山、果毅後區長張武於1917年3月15日，向臺灣總督府申請設立「查畝營公學校新營分校」，並規劃以新營當地的大廟作為臨時教室上課。查畝營公學校新營分校在1917年3月31日設立，於同年4月20日開始上課。
現今新營國小的校地，原屬當地仕紳劉北鴻、劉鳳林所有，後經政府徵收供新營分校設校使用。1918年3月，新校舍完工，學校遷入現址。1920年3月31日獨立設校，改稱「新營公學校」。1922年4月，設置高等科。因臺灣教育令修正，故於1941年4月1日改制為「新營東國民學校」。
二戰後，於1946年改稱「新營鎮第一國民學校」。1947年9月，改稱為「新營東國民學校」。1953年4月1日，改稱為「新營國民學校」。1968年8月，因實施九年國民教育，改稱「新營國民小學」。

### 歷任校長
日治時期
戰後
| 任次 | 姓名   | 任期                         | 備註 |
| ---- | ------ | ---------------------------- | ---- |
| 1    | 沈再振 | 1945年10月25日－1947年10月   |      |
| 2    | 林榮矜 | 1947年10月－1965年9月7日     |      |
| 3    | 陳俊安 | 1965年9月8日－1975年9月18日  |      |
| 4    | 趙希成 | 1975年9月19日－1987年7月31日 |      |
| 5    | 陳輝清 | 1987年8月1日－1999年8月31日  |      |
| 6    | 劉英明 | 1999年9月1日－2006年7月31日  |      |
| 7    | 陳茂德 | 2006年8月1日－2012年7月31日  |      |
| 8    | 張溪南 | 2012年8月1日－2020年7月31日  |      |
| 9    | 賴昭貴 | 2020年8月1日-2024年6月底     |      |
| 8    | 曹欽瑋 | 2024年6月底-?                |      |

## 外部連結
- 臺南市新營區新營國民小學